# Les Rivières-Henruel
Pour les articles homonymes, voir Les Rivières.
Les Rivières-Henruel sont une commune française, située dans le département de la Marne en région Grand Est.

## Géographie
| Châtelraould-Saint-Louvent |                  | Blaise-sous-Arzillières |
|                            | Rivières-Henruel |                         |
| Le Meix-Tiercelin, Somsois | Saint-Chéron     | Arzillières-Neuville    |

### Hydrographie
La commune est dans la région hydrographique « la Seine de sa source au confluent de l'Oise (exclu) » au sein du bassin Seine-Normandie. Elle est drainée par la Charonne,.
La Charonne, d'une longueur de 11 km, prend sa source dans la commune de Saint-Chéron et se jette  dans la Guenelle à Glannes, après avoir traversé six communes. 

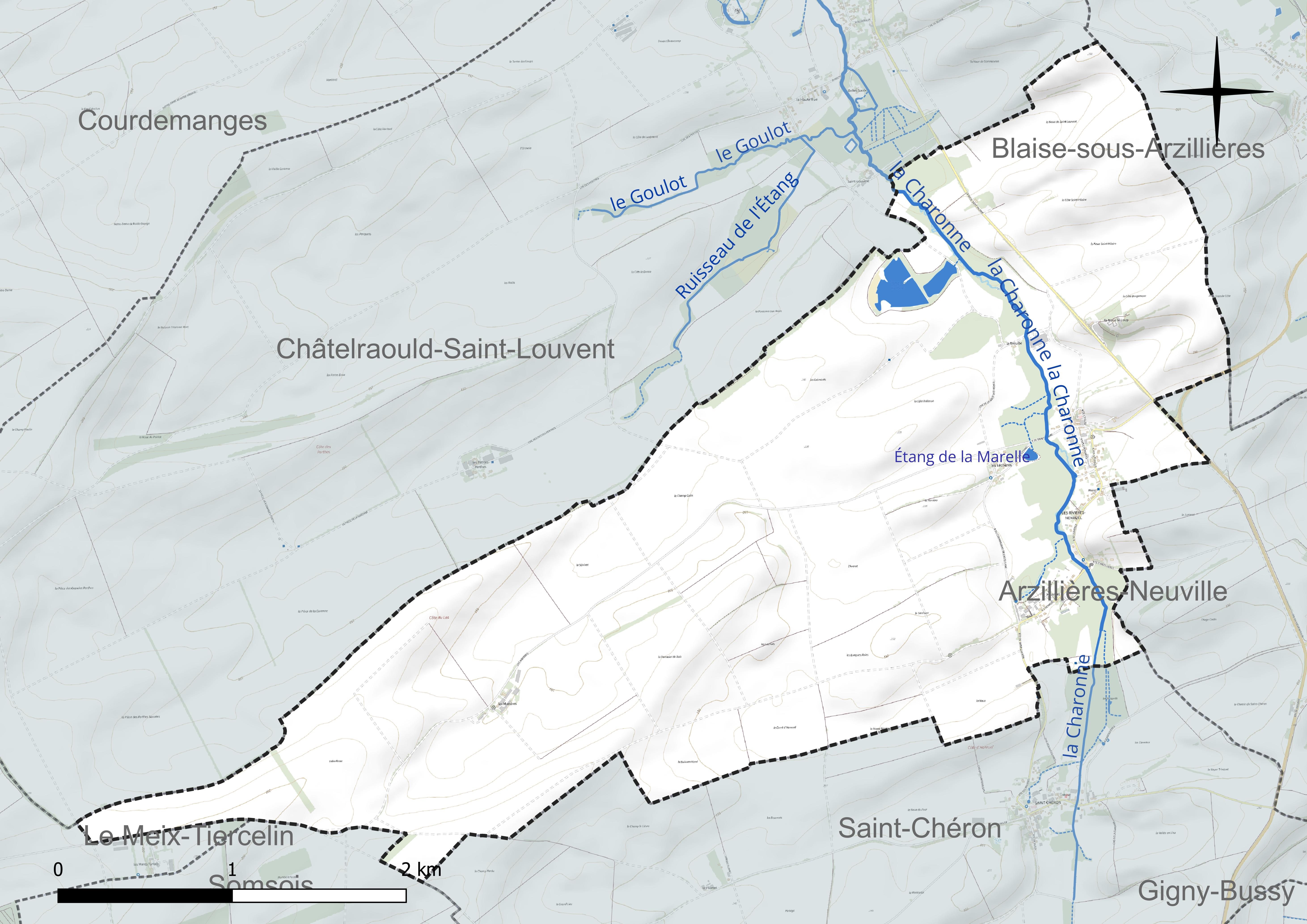
Réseau hydrographique des Rivières-Henruel.

Deux plans d'eau complètent le réseau hydrographique : l'étang de la Marelle (0,4 ha) et l'étang des Herbins (6,7 ha),.

### Climat
Pour des articles plus généraux, voir Climat du Grand Est et Climat de la Marne.
En 2010, le climat de la commune est de type climat océanique dégradé des plaines du Centre et du Nord, selon une étude du Centre national de la recherche scientifique s'appuyant sur une série de données couvrant la période 1971-2000. En 2020, Météo-France publie une typologie des climats de la France métropolitaine dans laquelle la commune est exposée à un climat océanique altéré et est dans la région climatique  Nord-est du bassin Parisien, caractérisée par un ensoleillement médiocre, une pluviométrie moyenne régulièrement répartie au cours de l’année et un hiver froid (3 °C). 
Pour la période 1971-2000, la température annuelle moyenne est de 10,6 °C, avec une amplitude thermique annuelle de 15,8 °C. Le cumul annuel moyen de précipitations est de 759 mm, avec 11,9 jours de précipitations en janvier et 8,5 jours en juillet. Pour la période 1991-2020, la température moyenne annuelle observée sur la station météorologique de Météo-France la plus proche, « Frignicourt », sur la commune de Frignicourt à 6 km à vol d'oiseau, est de 11,5 °C et le cumul annuel moyen de précipitations est de 694,6 mm. 
La température maximale relevée sur cette station est de 41,7 °C, atteinte le 25 juillet 2019 ; la température minimale est de −22 °C, atteinte le 9 janvier 1985,,. 
Les paramètres climatiques de la commune ont été estimés pour le milieu du siècle (2041-2070) selon différents scénarios d'émission de gaz à effet de serre à partir des nouvelles projections climatiques de référence DRIAS-2020. Ils sont consultables sur un site dédié publié par Météo-France en novembre 2022.

## Urbanisme

### Typologie
Au 1er janvier 2024, Les Rivières-Henruel sont catégorisées commune rurale à habitat dispersé, selon la nouvelle grille communale de densité à sept niveaux définie par l'Insee en 2022.
Elle est située hors unité urbaine. Par ailleurs la commune fait partie de l'aire d'attraction de Vitry-le-François, dont elle est une commune de la couronne,. Cette aire, qui regroupe 73 communes, est catégorisée dans les aires de moins de 50 000 habitants,.

### Occupation des sols
L'occupation des sols de la commune, telle qu'elle ressort de la base de données européenne d’occupation biophysique des sols Corine Land Cover (CLC), est marquée par l'importance des territoires agricoles (91,4 % en 2018), une proportion identique à celle de 1990 (91,4 %). La répartition détaillée en 2018 est la suivante : 
terres arables (88,7 %), forêts (8,6 %), zones agricoles hétérogènes (2,7 %). L'évolution de l’occupation des sols de la commune et de ses infrastructures peut être observée sur les différentes représentations cartographiques du territoire : la carte de Cassini (XVIIIe siècle), la carte d'état-major (1820-1866) et les cartes ou photos aériennes de l'IGN pour la période actuelle (1950 à aujourd'hui).

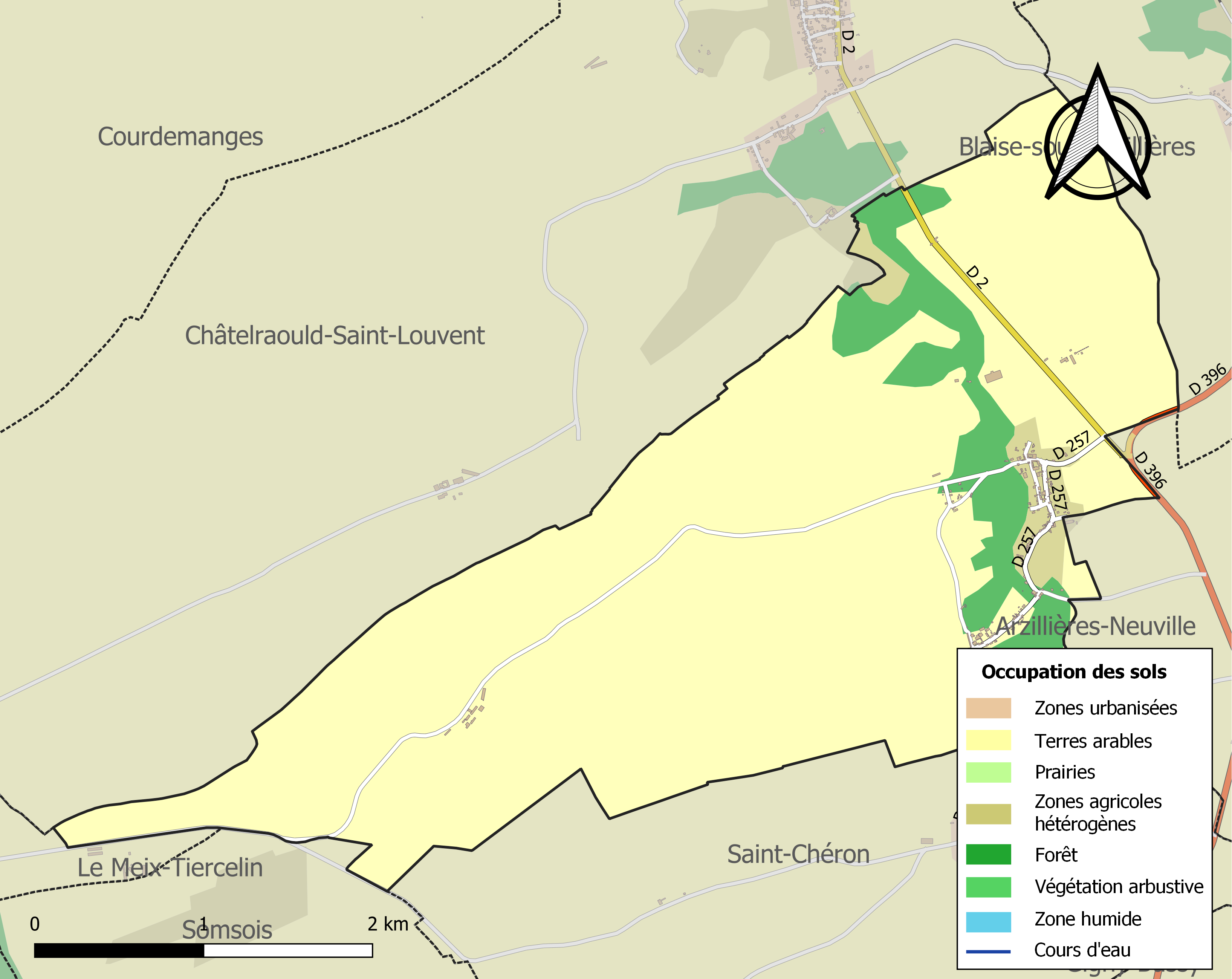
Carte des infrastructures et de l'occupation des sols de la commune en 2018 (CLC).

## Toponymie
Commune formée en 1852 de l'union des anciennes communes des Rivières et d'Henruel. 
Les Rivières, ancien village de la commune des Rivières-et-Henruel, est attesté sous les formes Riveria (1165) ; In Riveria juxta Castelli Radulphi (1187) ; La Riviere, les Rivieres (vers 1222) ; Riparia (vers 1252) ; La ville de la Riviere (1375) ; Ripariæ (1405) ; Les Riviers (1657) ; Les Rivierres (1692) ; Curiale beneficium Sanctæ Magdalenæ, « vulgo les Rivieres… olim Sancti Hilarii cui annexa erat ecclesi… (communément appelé les Rivières... anciennement Saint Hilaire à laquelle était rattachée l'église) » (1755).

Pluriel de l'oïl rivière « terrain qui borde un cours d'eau ».
Henruel, ancien village de la commune des Rivières-et-Henruel, est attesté sous les formes Hanruei, Hanruoi (1183) ; Hanrueil (1198) ; Henrué, Anrué (vers 1222) ; Henruelz (1366) ; Hanruel (1367) ; Henruel (1532) ; Chernouel (1588) ; Henrvet (1633) ; Henruex (1700) ; Henruelle (1721) ; Hanruelle (XVIIIe siècle).

## Politique et administration
| Période                                  | Période  | Identité         | Étiquette | Qualité                         |
| ---------------------------------------- | -------- | ---------------- | --------- | ------------------------------- |
| Les données manquantes sont à compléter. |          |                  |           |                                 |
| 1875                                     |          | Collot           |           |                                 |
| 1876                                     |          | Boyet            |           |                                 |
| 1989                                     | En cours | Patrick Champion | PS        | Réélu pour le mandat 2020-2026, |

## Équipements et services publics

### Postes et télécommunications
Deux boîtes aux lettres de La Poste se trouvent sur le territoire de la commune, rue du Jumeret et rue d'Henruel. Les bureaux de poste les plus proches sont situés à Frignicourt et Saint-Remy-en-Bouzemont, à environ 5 et 6 km des Rivières-Henruel.

### Justice, sécurité et secours
Du point de vue judiciaire, Les Rivières-Henruel relèvnte du conseil de prud'hommes, du tribunal de commerce, du tribunal judiciaire, du tribunal paritaire des baux ruraux et du tribunal pour enfants de Châlons-en-Champagne, dans le ressort de la cour d'appel de Reims. Pour le contentieux administratif, la commune dépend du tribunal administratif de Châlons-en-Champagne et de la cour administrative d'appel de Nancy.
Les Rivières-Henruel sont situées en secteur Gendarmerie nationale et dépend de la brigade de Saint-Remy-en-Bouzemont-Saint-Genest-et-Isson.
En matière d'incendie et de secours, les casernes les plus proches sont celles de Saint-Remy-en-Bouzemont et de Vitry-le-François, rattachées au Service départemental d'incendie et de secours (SDIS) de la Marne. 

## Démographie
L'évolution du nombre d'habitants est connue à travers les recensements de la population effectués dans la commune depuis 1793. Pour les communes de moins de 10 000 habitants, une enquête de recensement portant sur toute la population est réalisée tous les cinq ans, les populations de référence des années intermédiaires étant quant à elles estimées par interpolation ou extrapolation. Pour la commune, le premier recensement exhaustif entrant dans le cadre du nouveau dispositif a été réalisé en 2005.

En 2022, la commune comptait 158 habitants, en évolution de −11,24 % par rapport à 2016 (Marne : −1,19 %, France hors Mayotte : +2,11 %).
| 1793 | 1800 | 1806 | 1821 | 1831 | 1836 | 1841 | 1846 | 1851 |
| ---- | ---- | ---- | ---- | ---- | ---- | ---- | ---- | ---- |
| 112  | 93   | 89   | 99   | 98   | 100  | 123  | 112  | 109  |

| 1856 | 1861 | 1866 | 1872 | 1876 | 1881 | 1886 | 1891 | 1896 |
| ---- | ---- | ---- | ---- | ---- | ---- | ---- | ---- | ---- |
| 165  | 168  | 154  | 154  | 155  | 155  | 142  | 135  | 138  |

| 1901 | 1906 | 1911 | 1921 | 1926 | 1931 | 1936 | 1946 | 1954 |
| ---- | ---- | ---- | ---- | ---- | ---- | ---- | ---- | ---- |
| 136  | 134  | 135  | 124  | 129  | 144  | 155  | 159  | 171  |

| 1962 | 1968 | 1975 | 1982 | 1990 | 1999 | 2005 | 2006 | 2010 |
| ---- | ---- | ---- | ---- | ---- | ---- | ---- | ---- | ---- |
| 173  | 171  | 151  | 148  | 187  | 185  | 152  | 147  | 176  |

| 2015 | 2020 | 2022 | - | - | - | - | - | - |
| ---- | ---- | ---- | - | - | - | - | - | - |
| 177  | 162  | 158  | - | - | - | - | - | - |

## Culture locale et patrimoine

### Héraldique
| Armes de Rivières-Henruel | Les armes de la commune se blasonnent ainsi : mi-parti : au premier d'or à l'aigle de sable, au second d'argent aux quatre fasces de gueules ; au pal ondé d'azur chargé d'une double vergette potencée et contre-potencée d'or, brochant sur la partition. |